# 491
491（四百九十一、四九一、よんひゃくきゅうじゅういち）は、自然数また整数において、490の次で492の前の数である。

## 性質
- 491は94番目の素数である。1つ前は487、次は499。(オンライン整数列大辞典の数列 A000040)[1]
  - 約数の和は492。
- 491 = 491 + 0 × ω (ωは1の虚立方根)
  - a + 0 × ω (a > 0) で表される49番目のアイゼンシュタイン素数である。1つ前は479、次は509。
- 491 = 491 + 0 × i (iは虚数単位)
  - a + 0 × i (a > 0) で表される49番目のガウス素数である。1つ前は487、次は499。
  - ガウス素数かつアイゼンシュタイン素数である25番目の素数。1つ前は479、次は563。
- 1/491 =0.0020366598778004073319755600814663951120162932790224032586558044806517311608961303462321792260692464358452138492871690427698574338085539714867617107942973523421588594704684317718940936863543788187372708757637474541751527494908350305498981670061099796334012219959266802443991853360488798370672097759674134419551934826883910386965376782077393075356415478615071283095723014256619144602851323828920570264765784114052953156822810590631364562118126272912423625254582484725050916496945010183299389... (下線部は循環節で長さは490)
  - 逆数の循環節の長さが490 となる最小の数である。(オンライン整数列大辞典の数列 A007732)[2]
  - 素数 p の逆数の循環節の長さが p - 1 となる35番目の素数である。1つ前は487、次は499、最小は2。(オンライン整数列大辞典の数列 A006883)
- 素数の間隔 1つ前の素数487との間隔は、4=(491-487)。次の素数499との間隔は、8(=499-491)。
  - 26番目のいとこ素数の大きい方の数である。1つ前は467、次は503(オンライン整数列大辞典の数列 A046132)。
- 25番目のソフィー・ジェルマン素数である。1つ前は443、次は509(オンライン整数列大辞典の数列 A005384)。
- 連続する11個の素数の和 491 = 23 + 29 + 31 + 37 + 41 + 43 + 47 + 53 + 59 + 61 + 67
  - 連続する11個の素数の和の形で表せる6番目の素数である。1つ前は443、次は 631(オンライン整数列大辞典の数列 A127340)。
  - 連続する11個の素数の和の形で表せる9番目の数である。1つ前は443、次は539(オンライン整数列大辞典の数列 A127338)。
- 4…491 の形の最小の素数である。次は44491。
- n を自然数とした時の 5 × 10n - 9 の形に表せる2番目の素数である。1番目は41、次は49991(オンライン整数列大辞典の数列 A177504)。
- 491…1 の形の最小の素数である。次は491111111111。
- 自然数n に対して （17n - 3n ）/ 14 が素数となる3番目の数である。１つ前は17、次は23029(オンライン整数列大辞典の数列 A128031)。
- 自然数n に対して （28n + 1）/ 29 が素数となる5番目の数である。１つ前は419、次は1031(オンライン整数列大辞典の数列 A071381)。

## その他 491 に関連すること
- 西暦491年
- 紀元前491年
- レーティッシュ鉄道BDe4/4 491形電車
- ポンパーノ (USS Pompano, SS-491) は、アメリカ海軍の潜水艦。
- 国際連合安全保障理事会決議491